# Liste der Monuments historiques in Semide
Die Liste der Monuments historiques in Semide führt die Monuments historiques in der französischen Gemeinde Semide auf.

## Liste der Immobilien
| Bezeichnung      | Beschreibung | Standort                    | Kennzeichnung | Schutzstatus | Datum | Bild           |
| ---------------- | --- | --------------------------- | ------------- | ------------ | ----- | -------------- |
| Geschützstellung | 1916 für ein 38-cm-SK-L/45-Geschütz („Langer Max“) gebaut; umfasst die Geschützplattform, die Laderampen für die Munition und die Munitions- und Mannschaftsbunker | südöstlich des Ortes (Lage) | PA00078525    | Classé       | 1922  | weitere Bilder |